# Lithocharis
Lithocharis ist eine Gattung der Käfer aus der Familie der Kurzflügler (Staphylinidae) innerhalb der Unterfamilie Paederinae. Sie kommt in Europa mit drei Arten vor, zwei sind auch in Mitteleuropa heimisch.

## Merkmale
Die Käfer sind denen der Gattung Medon sehr ähnlich, unterscheiden sich von ihnen jedoch durch ihre kurzen Schläfen die kürzer sind als der Durchmesser der Facettenaugen. Ihr Körper ist matt und schimmert seidig.

## Vorkommen und Lebensweise
Die Tiere leben an faulendem Pflanzenmaterial. Lithocharis nigriceps ist eine ursprünglich asiatisch verbreitete Art, die sich seit etwa 1940 in Mitteleuropa ausgebreitet hat und dort nunmehr überall vorkommt.

## Arten (Auswahl)
- Lithocharis nigriceps (Kraatz, 1859)
- Lithocharis ochracea (Gravenhorst, 1802)
- Lithocharis vilis Kraatz, 1859